# Ynolaat

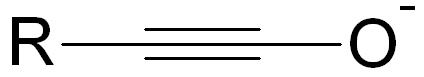
Algemene structuurformule van een ynolaat.

Een ynolaat is een organische verbinding die kan worden opgevat als het alkynanaloog van een enolaat. Formeel is hierin een alkoxide gebonden op een drievoudige binding, waardoor resonantie mogelijk is. De eerste ynolaten werden in 1975 gesynthetiseerd door Schöllkopf en Hoppe middels een fragmentatiereactie van 3,4-difenylisoxazool, geïnduceerd door n-butyllithium:
Vanuit retrosynthetisch oogpunt gedragen ynolaten zich als synthons voor een keteen.
Net zoals enolaten kunnen ynolaten worden afgevangen met een silyleringsreagens, zoals trimethylchloorsilaan. Ynolaten kunnen aangewend worden bij talrijke syntheses, omdat zij verschillende reacties kunnen ondergaan, zoals 1,3-dipolaire cycloadditie en nucleofiele additie.